# Wilhelm Stuckart
El doctor Wilhelm Stuckart (16 de novembre de 1902 – 15 de novembre de 1953) va ser un advocat del Partit Nazi, Secretari d'Estat del Ministeri de l'Interior del Reich.
Nascut a Wiesbaden. S'afilià al NSDAP el 1922. Va estar molt involucrat a les primeres aproximacions nazis cap als jueus, sent coautor de les "Lleis de Núremberg" (per les que es privava de la ciutadania alemanya als jueus), el 1935, en el si d'un Reichstag controlat pels nazis.
Stuckart va ser el representant del Ministre de l'Interior, Wilhelm Frick, a la Conferència de Wannsee el 20 de gener de 1942, on es discutí sobre la imposició de la "Solució Final de la Qüestió Jueva a l'esfera d'influència alemanya a Europa".
Ha estat motiu d'especulació que Stuckart objectà sobre que les lleis estaven sent ignorades per la SS durant el progrés de la "Solució Final", assenyalant els problemes burocràtics d'una aplicació radical, insistint que l'esterilització obligatòria seria una opció millor per a preservar l'esperit de les lleis. No obstant això, el president de la conferència, SS-Obergruppenführer Heydrich, l'informà que la decisió d'exterminar als jueus havia estat presa per Hitler en persona, i que d'acord amb el Führerprinzip, la paraula de Hitler estava per damunt de tota llei escrita (Stuckart, així com altres dels presents a la conferència, assenyalaren que aquella ordre no s'havia donat per escrit)
Stuckart serví algú temps com a Ministre de l'Interior, després de l'ocàs de Himmler el 1945.
Després de la guerra, Stuckart va ser detingut pels aliats per crims de guerra i passà 4 anys a presó, fins a ser alliberat per manca de proves el 1949.
Morí al novembre de 1953 a Hannover després d'un accident de trànsit (accident que se sospita que va ser provocat per grups contraris al fet que criminals nazis estiguessin en llibertat).
Stuckart ha aparegut dins la cultura popular:
- A la pel·lícula del 1984 "Wannseekonferenz" interpretat per l'actor Peter Fitz
- A la pel·lícula del 2001 "La Solució Final" va ser interpretat per Colin Firth
- A la novel·la d'història alternativa "Pàtria", de Robert Harris, Stuckart és un dels assistents a Wannsee que és acorralat pel règim nazi del 60.